# Chrysobothris subopaca
Chrysobothris subopaca är en skalbaggsart som beskrevs av Schaeffer 1904. Chrysobothris subopaca ingår i släktet Chrysobothris och familjen praktbaggar. Inga underarter finns listade i Catalogue of Life.